# Normaluhr

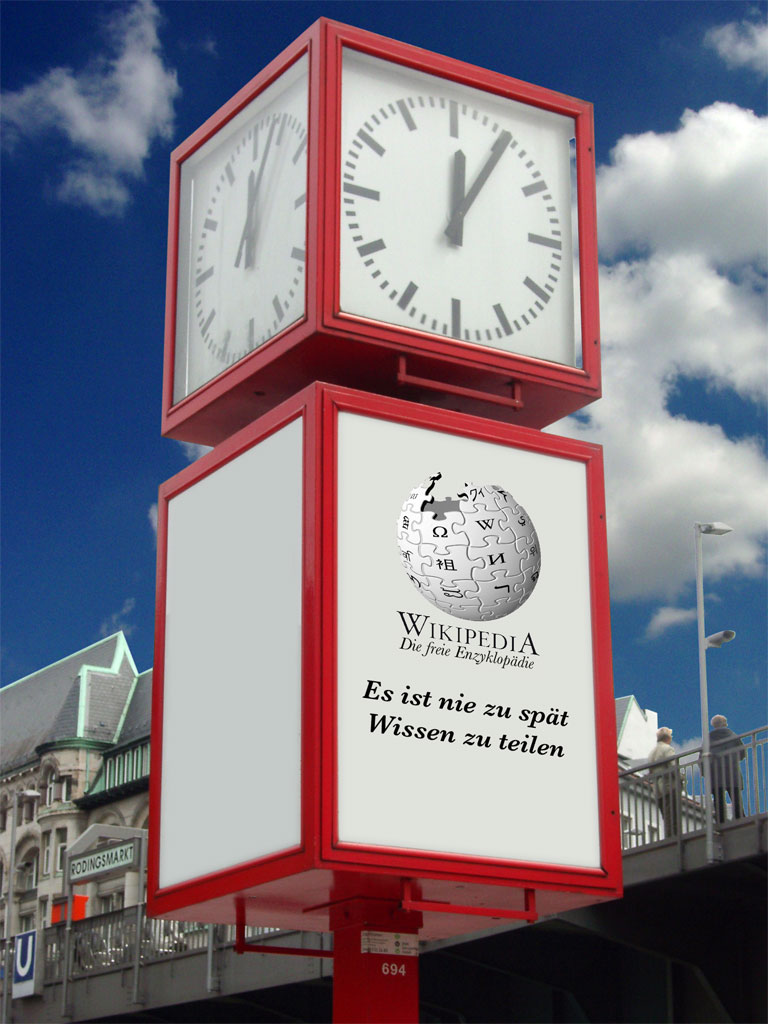
Normaluhr mit Wikipedia-Werbung in Hamburg im Jahr 2004.

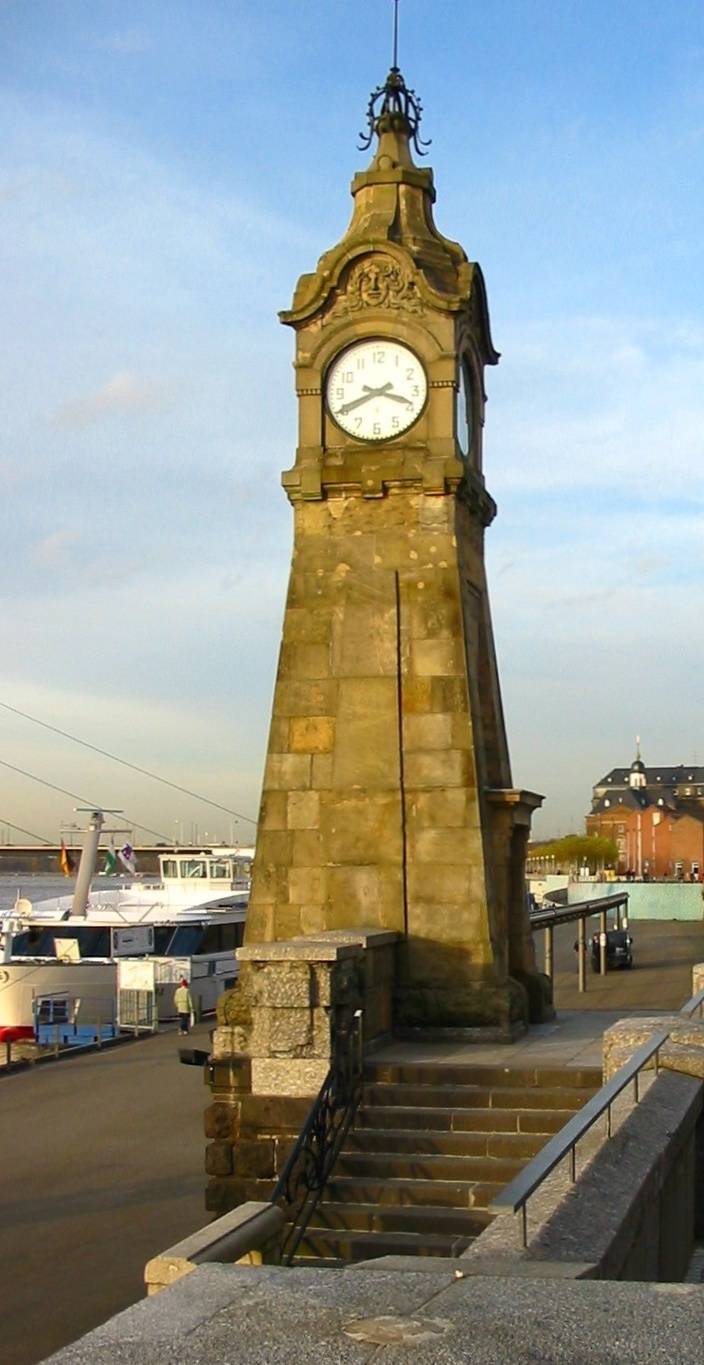
Normaluhr in Düsseldorf

Als Normaluhr wird in Deutschland eine öffentliche Uhr bezeichnet, welche die 1893 zunächst im Deutschen Reich eingeführte Normalzeit anzeigt. Sie hat meist vier verglaste, im Würfel angeordnete Zifferblätter, so dass sie aus allen Himmelsrichtungen abzulesen ist.

## Geschichte
Das Aufkommen des reichsweiten Eisenbahnverkehrs, dessen Fahrpläne sich zuvor nach unterschiedlichen regionalen Zeiten richteten, machte die Einführung einer verbindlichen Fahrplanzeit erforderlich. Zunächst am 1. Juni 1891 als Mitteleuropäische Eisenbahnzeit durch die deutschen und österreichisch-ungarischen Eisenbahnverwaltungen eingeführt, wurde durch das Gesetz betreffend die Einführung einer einheitlichen Zeitbestimmung die Mitteleuropäische Zeit verbindlich für das gesamte Deutsche Reich am 12. März 1893 festgelegt.
Früher wurde die Zeit lokal ermittelt. In Hamburg beispielsweise war dies die Aufgabe der Hamburger Sternwarte, die mehrere Normaluhren und die telefonische Zeitansage steuerte, oder in Österreich die Wiener-Urania-Sternwarte. In Berlin gab es seit 1787 die öffentliche Akademieuhr, nach der die Bürger ihre Taschenuhren stellten. Im Jahr 1902 standen im Zentrum Alt-Berlins sechs Normaluhren, die per Kabel von der Berliner Sternwarte am Enckeplatz gesteuert wurden. Die Kabel mussten schon bald teilweise wegen Schadhaftigkeit erneuert werden, was teuer war. So regte der Leiter der Sternwarte, Wilhelm Foerster, an, versuchsweise eine Uhr „neuerer Konstruktion“ aufzustellen, die ohne Kabel auskommt.
Erste funktelegrafische Übermittlungen von Zeitzeichen gibt es seit dem ersten Jahrzehnt des 20. Jahrhunderts. Seit dem Ende des 20. Jahrhunderts  wird die Normalzeit (gesetzliche Zeit) überregional von staatlichen und im Internet teilweise auch privaten Institutionen bereitgestellt:
- in Deutschland vom Zeitdienst der Physikalisch-Technischen Bundesanstalt bei Braunschweig, die auch mit dem Zeitsystem der Fundamentalstation Wettzell gekoppelt ist und mit gesetzlichem Auftrag die Zeit über den Zeitzeichen-Sender DCF77 verbreitet,[4]
- in Österreich von den Atomuhren des BEV (Bundesamt für Eich- und Vermessungswesen) in Wien und der Satellitenstation Graz-Lustbühel bei Graz,[5]
- in der Schweiz bis Ende 2011 das Bundesamt für Metrologie in Bern mit dem Zeitzeichensender HBG,[6]
- per Telefon (Zeitansage),
- im Internet mit dem Network Time Protocol (NTP) von einem der mehreren tausend Zeitserver.